# Chambre de l'Édit (Castres)
La chambre de l'Édit ou chambre mi-partie de Languedoc est un tribunal dont les magistrats appartiennent aux confessions catholique et protestante, qui a existé de 1579 à 1679. La localité s'est déplacée, d'abord à Lisle-sur-Tarn, puis Castres, et enfin Castelnaudary. Elle est parfois qualifiée de façon résumée : chambre de l'édit de Castres.

## Présentation

### Contexte
Dans tout le royaume de France de telles instances ont été créées à la suite de l'édit de Beaulieu de mai 1576 et consolidées par l’édit de Nantes (1598) sous le règne du roi Henri IV. Ces institutions prennent leur place dans le contexte des guerres de Religion. Ces chambres spéciales ont ainsi été instituées au sein des Parlements de Grenoble, Paris et Bordeaux.
En ce qui concerne le parlement de Toulouse, cette chambre est installée à Lisle-sur-Tarn de 1579 à 1585. Elle est ensuite installée en 1594 à Castres jusqu'en 1671, avec divers déplacements et péripéties. Enfin la chambre siégea à Castelnaudary jusqu'à sa suppression en 1679.

### Principe de fonctionnement
La chambre de l'édit de Castres, est aussi appelée chambre mi-partie car elle est composée d'un nombre égal de magistrats catholiques et de magistrats protestants.
Leur rôle est de juger les procès dans lesquels une des parties appartient à la religion réformée. La chambre de l'Edit juge « en souveraineté et en dernier ressort » et rend des arrêts non susceptibles d'appel, pour la plus grande partie des affaires civiles et criminelles.
L'existence de cette chambre de justice a joué un rôle pacificateur.

### Influence culturelle
L'existence de cette chambre, par la venue d'un grand nombre de personnes qualifiées, a favorisé la création de l'Académie de Castres, qui est une académie culturelle, littéraire et scientifique de la ville de Castres en France ayant fonctionné au milieu du XVIIe siècle.

### Dissolution
En 1660, Gaspard de Fieubet en tant que premier président du Parlement de Toulouse, demande la réunion de cette chambre au parlement. En 1679, en application d'un édit royal, les magistrats catholiques de la chambre de l’Édit sont intégrés au parlement. Les magistrats protestants doivent abandonner leurs charges ou abjurer, en application de la révocation de l'édit de Nantes en 1685. La chambre de l’Édit est alors dissoute.

## Magistrats, avocats et conseillers

### Présidents
D'après l'article de Stéphane Capot, nous avons connaissance de la liste des présidents qui se sont succédé à la chambre de l’Édit :
De 1579 à 1585, Guillaume Roques, seigneur de Clausonne.
De 1595 à 1600, Philippe Canaye, seigneur de Fresne.
De 1601 à 1626, Jacques des Vignolles, seigneur de Cournonterral.
De 1627 à 1637, Abel de Suc.
De 1638 à 1674, Gaspard des Vignolles, fils de Jacques.
De 1674 à 1679, Charles des Vignolles, fils du précédent.

### Conseillers
Parmi les conseillers, on peut citer plusieurs membres de la famille de Scorbiac, ou encore Pierre de Fermat, nommé en 1637 en tant que conseiller catholique. Il y est nommé à nouveau en 1642, 1644, 1645, 1648 et 1649.